# لي يون-أو
لي يون-أو (هانغل: 이윤오) هو لاعب كرة قدم كوري جنوبي، ولد في 23 مارس 1999 في سول في كوريا الجنوبية. لعب مع فيغالتا سنداي ونادي دايجو.

## وصلات خارجية
- لي يون-أو على موقع رابطة كرة القدم اليابانية للمحترفين (اليابانية)
- لي يون-أو على موقع دوري كوريا الجنوبية (الإنجليزية)
- لي يون-أو على موقع قاعدة بيانات كرة القدم.إي يو (الإنجليزية)
- لي يون-أو على موقع Soccerway.com (الإنجليزية)